# Záhoří (district de Semily)
Pour les articles homonymes, voir Záhoří.
Záhoří  (en allemand : Sahorsch) est une commune du district de Semily, dans la région de Liberec, en République tchèque. Sa population s'élevait à 492 habitants en 2021.

## Géographie
Záhoří se trouve à 4 km à l'ouest du centre de Semily, à 24 km au sud-est de Liberec et à 85 km au nord-est de Prague.
La commune est limitée par Železný Brod au nord, par Semily à l'est, par Chuchelna au sud et par Mírová pod Kozákovem et Koberovy à l'ouest.

## Histoire
La première mention écrite de la localité date de 1393.

## Administration
La commune se compose de cinq quartiers :
- Záhoří ;
- Dlouhý ;
- Pipice ;
- Proseč ;
- Smrčí.

## Galerie

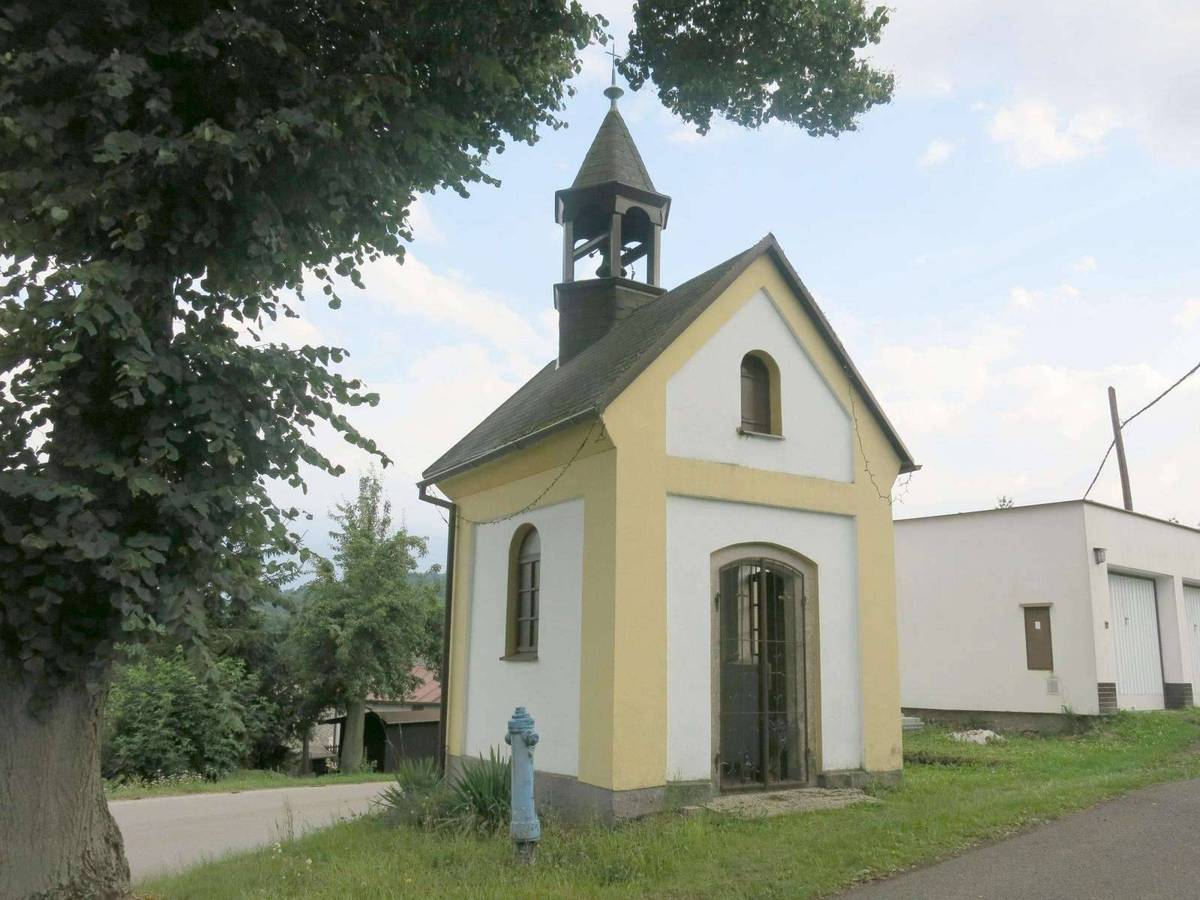
Chapelle à Záhoří.
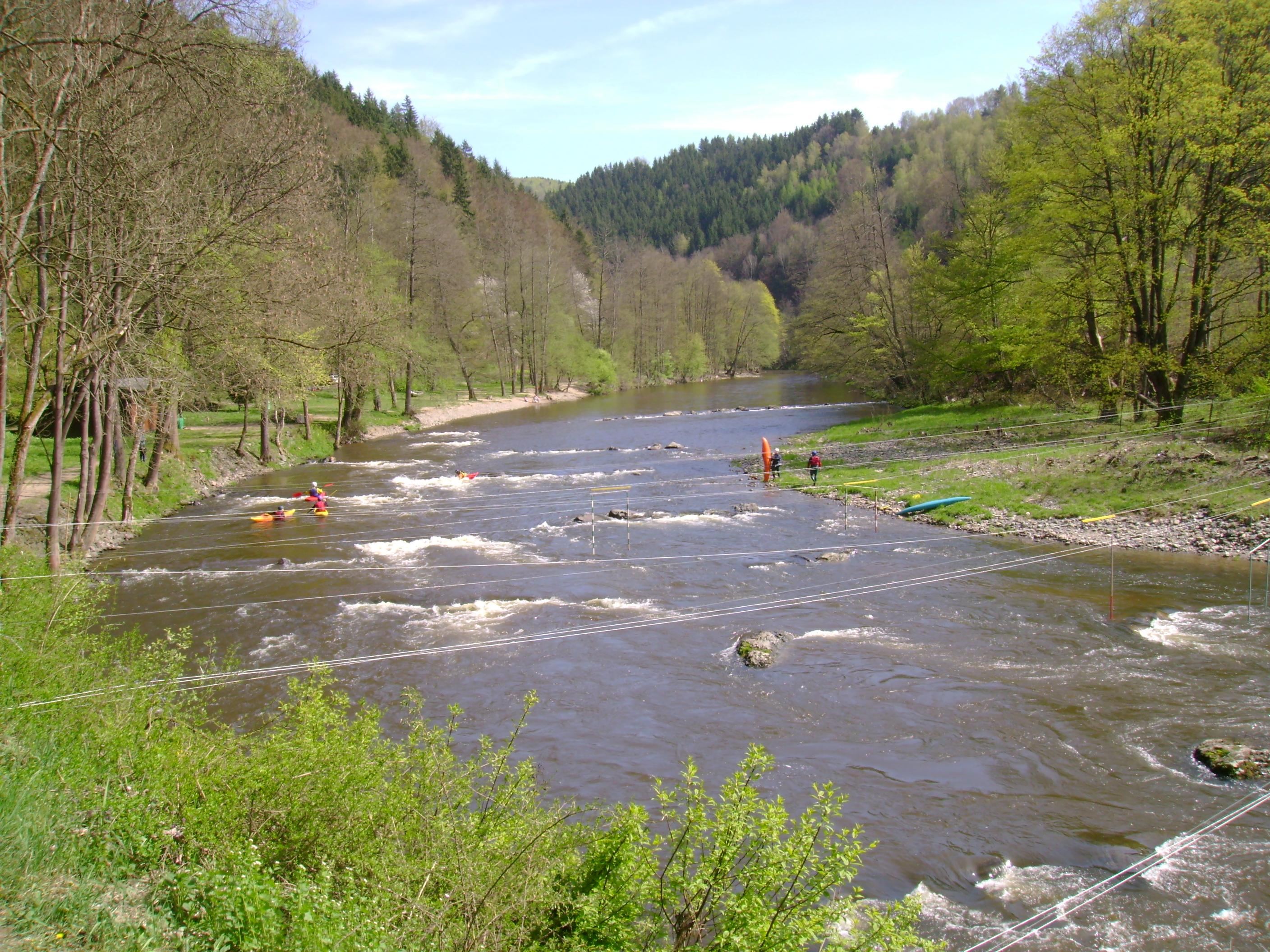
La Jizera à Kamenice.
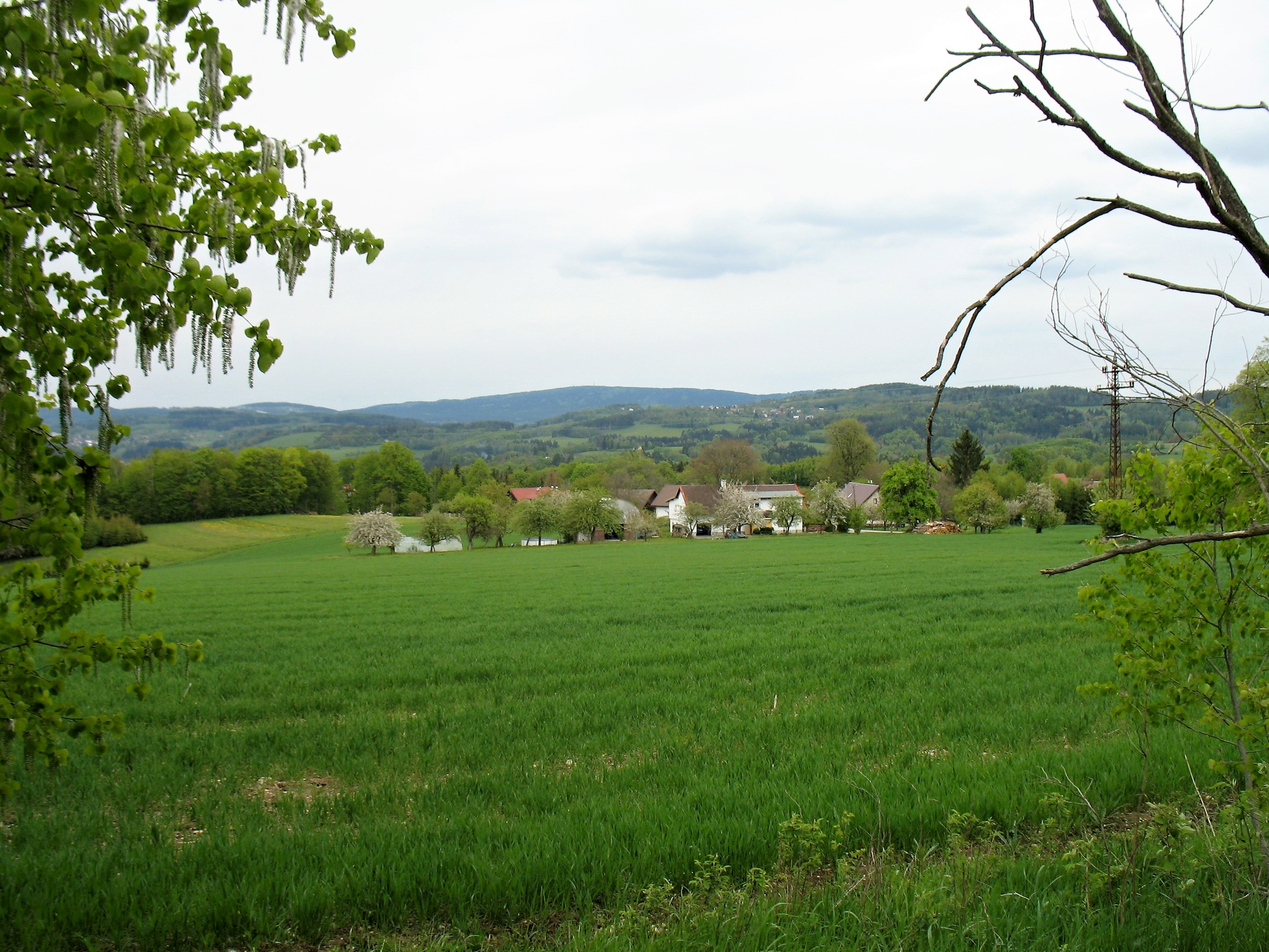
Hameau de Proseč.

## Transports
Par la route, Záhoří se trouve à 6 km de Semily, à 34 km de Liberec et à 106 km de Prague.